# Melolontha zervaschanica
Melolontha zervaschanica är en skalbaggsart som beskrevs av Protzenko 1974. Melolontha zervaschanica ingår i släktet Melolontha och familjen Melolonthidae. Inga underarter finns listade i Catalogue of Life.